# Arxiu Diocesà de Lleida
L'Arxiu Diocesà de Lleida (ADLL), és la institució que custodia el fons documental emanat de l'activitat del bisbe i la seva cúria diocesana, i gestiona la consulta de les sèries del mateix i del fons en dipòsit.
El seu origen es remunta en el decret del 29 de març de 1168, quan Guillem Pere de Ravidats, trasllada la diòcesi de Roda d'Isàvena i consagra l'antiga mesquita major com a nova catedral del Bisbat de Lleida. A més a més Guillem portarà amb ell les dignitats, els canonges d'ofici de la catedral de Roda i també el fons d'arxiu de Roda.

## Història
L'any 1149, Ramon Berenguer IV juntament amb Ermengol VI, comtes de Barcelona i d'Urgell, recuperen la ciutat de Lleida, i restauren la diòcesi amb la posterior consagració de la catedral a la ciutat, prenent aquesta el nom de Santa Maria in Sede. Guillem Pere de Ravidats, bisbe de Roda, és proclamat alhora bisbe de Lleida. Un cop consagrada la nova catedral, el bisbe es dedica a organitzar-la. Trasllada les dignitats a Lleida i, amb les Ordination ecclesiae Ilerdensis de 11683, determina l'estructura del capítol de la catedral.
És a partir d'aquest any que es pot parlar de la coexistència, en les primeres dependències de la catedral, d'uns primitius scriptorium i archivium per tal de custodiar els còdexs procedents molt probablement de la catedral de Roda, així com els primers documents generats i rebuts des d'aleshores.
A partir de la visita pastoral de l'any 1535 que fa el bisbe Jaume Conchillos (1512-1542) es descriuen per primer cop l'Arxiu i la Biblioteca instal·lats en un local de La Canonja (edifici adossat a la Seu Vella), contigu a la sala capitular. L'any 1640, els arxius i la biblioteca seran traslladats a una sala ubicada en els baixos de la torre a causa del perill que corria en el seu emplaçament, a causa de la guerra dels Segadors. L'any 1707, en plena Guerra de Successió Espanyola, el Palau Episcopal de Lleida fou enderrocat per a fer-hi un tros de muralla. Com a conseqüència d'aquest fet, la documentació de l'arxiu es va perdre, cremar i extraviar. Així doncs, el material que actualment es conserva és posterior a aquesta data.
Amb tot, els bisbes Francesc Olasso Hipenza (1714-1735) i Gregorio Galindo (1736-1756) varen fixar la seva residència a Montsó. La documentació del primer va desaparèixer sense saber amb exactitud el moment de la pèrdua, mentre que la generada pel bisbe Galindo, tot i adquirir un edifici a Lleida, serà escassa, ja que va ser un bisbe força nòmada i no tindrà una residència fixa.
Durant la Guerra Civil Espanyola serà un període important de pèrdua de documentació per part del bisbat.

## Edifici
Actualment, l'Arxiu Diocesà de Lleida roman a la planta baixa del palau episcopal, el 1982 es va renovar totalment la instal·lació. Aquest arxiu actualment es troba en un bon estat de conservació.

Biblioteca

Arxiu

## Fons i col·leccions
| Fons i sèries                                          | Any          |
| ------------------------------------------------------ | ------------ |
| Correspondència de secretaria del bisbat               | 1736-present |
| Expedients d'ordenació sacerdotal                      | 1736-present |
| Expedients matrimonials                                | 1900-present |
| Expedients de dispenses matrimonials                   | 1900-present |
| Expedients de mort presumpta                           | 1938-present |
| Duplicats de partides sacramentals                     | 1918-present |
| Llibres de Visita pastoral                             | 1774-present |
| Expedients de partides sacramentals                    | 1938-present |
| Butlletí Oficial del Bisbat                            | ?-present    |
| De diverses institucions d'Església                    | ?-present    |
| Documentació moderna després del concili del Vaticà II | ?-present    |
| Fons fotogràfic Manuel Herrera i Ges                   | ?-present    |
| Fons Bonaventura Pelegrí                               | ?-present    |

## Instruments de descripció
L'Arxiu Diocesà de Lleida és el responsable de la custòdia, conservació i comunicació de la documentació generada per la diòcesi. Per a facilitar el treball i la consulta dels fons, l'Arxiu disposa dels següents instruments:
- Inventari del fons episcopal
- Índex d'expedients
- Llista dels llibres sacramentals de les parròquies. Sala de consulta
- Reprografia (fotocopia, fotografia digital i escàner)
- A part, l'Arxiu disposa d'una Biblioteca auxiliar per llibres de temàtica variada